# Душан Вујовић (новинар)
Душан Вујовић је спортски коментатор и новинар из Црне Горе запослен у телевизији Адриа у Подгорици. Рођен је у Пећи (Косово и Метохија), а од 1999. године, након НАТО бомбардовања СР Југославије, настањен је у Бару. 
Новинарством је почео да се бави 21. јула 2005. године на Радио Бару, као водитељ емисије "Споредни колосјек", да би се ускоро придружио и спортској редакцији исте медијске куће. 
Телевизијски каријеру отпочео је 2008. године у првој и јединој телевизији у Бару, телевизији Корона у којој је пратио активности свих спортских колектива из овог града, али и у којој је одрадио 552. ауторске емисије "Све о спорту".
Наредни ангажман остварио је у Радио телевизији Будва где је почео да ради фебруара месеца 2013. године као уредник и водитељ спортске емисије "Ритам спорта".
Након РТВ Будва прелази у новоотворену телевизију Адриа са седиштем у Подгорици где за мање од четири године рада успева да реализује 500. директних спортских преноса укључујући и сваки Вечити дерби у фудбалу и кошарци између Црвене звезде и Партизана. 
Поред телевизијско-новинарске каријере Душан Вујовић обавља и функцију званичног представника (ПР) кошаркашког клуба Морнар Бар, а упоредо са овом обавља и посао официјаног спикера на мечевима које Морнар игра у дворани "Тополица". 
За свој рад вишеструко је награђиван од стране Удружења спортских новинара Црне Горе. Општина Бар је Вујовића прогласила за најбољег фудбалског радника у 2021. години.

## Каријера

### Радио Бар
Локални јавни емитер Радио Бар крајем 2004. године организовао је аудицију за спикере и тонско техничке реализаторе који ће обављати волонтерски своје задатке. Након неуспеле аудиције, Вујовић, добија позив да постане један од двојице водитеља емисије "Споредни колосјек" 21. јула 2005. године, чији је аутор био Горан Крекун. 
Емисија је ишла сваког четвртка у термину од 13 до 15 сати. Већински се бавила представљањем рокенрол бендова са простора бивше Југославије, а у осталом делу програма пуштани су и хитови страних бендова. 
Свој први интервју Душан Вујовић направио је у Петровцу 5. августа 2005. године са Бором Ђорђевићем, певачем и фронтменом рокенрол састава Рибља Чорба. Пословно и приватно испратио је 27 концерата Рибље Чорбе како у Србији тако и у Црној Гори. 
Наредне године постаје и водитељ спортско музичке емисије „Зицер”, добија и своју прву ауторску емисију "Ноу комент" (енг: No comment) и остаје заступљен у њима све до одласка из Радио Бара. 

### РТВ Корона
Децембра месеца 2007. године Вујовић прелази у прву приватну радио станицу у Бару, Радио Корону, као водитељ и тонско технички реализатор програма. Већ наредне, 2008. године, Корона отвара и телевизијску станицу, те постаје прва телевизија У Бару. 
Поред праћења свих спортских клубова из Бара, Душан је био и водитељ Јутарњег програма до 2010. године. Септембра месеца исте године постаје уредник и водитељ емисије „СОС - Све о спорту", која је из радијског формата пребачена у телевизијски. Никада се није слагао са наслеђеним именом емисије јер је сматрао да је то плагијат чувене спортске телевизијске станице из Београда. 
Иако је фебруара 2013. године прешао на РТВ Будва задржао је рад на овој емисији, која се емитовала петком и понедељком, све до 1. јуна 2018. године.  Од стране Удружења спортских новинара Црне Горе награђен је плакетом за 500 одрађених емисија „СОС - Све о спорту” децембра 2017.године.
Радио Телевизија Корона угашена је 2021. године.

### РТВ Будва
У Радио Телевизију Будва прелази на позив генералног директора Драгана Кларића фебруара 2013. године. Одмах постаје уредник и водитељ емисије „Ритам спорта” која је била карактеристична по реномираним гостима, али и по наградном спортском квизу који је изазивао велико интересовање комплетне црногорске јавности. Удружење спортских новинара Црне Горе прогласило га је најбољим младим спортским новинарем Црне Горе 2015. године.
За седам сезона и 409 одрађених емисија угостио је велики број репрезентативних спортиста са простора Србије и Црне Горе (Денис Шефик, Андрија Прлаиновић, Игор Ракочевић, Жикица Милосављевић...), као и спортских радника.
Поред спортског дела био је и једини мушки водитељ летњег програма „На два мора” који су у копродукцији реализовале РТВ Будва и РТВ Војводине који се на овим телевизијама приказивао од 2014. до 2017. године.

### Урбан радио
Јануара месеца 2018. године у Бару се отвара нова, приватна, радио станица, Урбан радио која са радом почиње фебруара месеца исте године. Душан Вујовић је именован за главног и одговорног уредника ове радио станице чији је циљ био да промовише некомерцијални звук. Радио је са програмом стартовао 6. фебруара у 16 сати, а прва песма која је пуштена била је Start me up од Ролингстонса. 
Поред музичког избора Урбан радио је био препознатљив и по информативном блоку јер су кратке вести биле емитоване на свака два сата, што је одговарало стандардима модерне радио станице. 
Ипак, Урбан радио је продат након само пола године рада јула 2018. године, а Вујовић се вратио у РТВ Будва где је својим стандардним телевизијским задужењима додао и радијску емисију „Асистенција са Дулетом” која се емитовала сваког петка од 12 сати на фреквенцијама Радио Будве.

### Телевизија Адриа
Телевизија Адриа са радом је стартовала 28. септембра 2021. године, а на самом представљању програмске шеме и слогана (Спаја неспојиво) посебан је акценат стављен на спортски програм. Поред тога што је именован за коментатора и новинара Вујовић је постављен и за уредника спортске редакције телевизије Адриа.
Током прве сезоне директних спортских преноса Адриа је оборила све рекорде у Црној Гори јер је у периоду од октобра 2021. па до јула 2022. године реализовано 148 преноса, што ниједна друга телевизија, мимо специјализованих спортских, кабловских канала, није успела. Вујовић је био коментатор на сваком од ових преноса.
На крају 2022. године Удружење спортских новинара доделило му је још једно признање за најбољег младог новинара у Црној Гори.
Након треће сезоне директних преноса, спортски програм телевизије Адриа се знатно повећао са новим лигама и такмичењима, а порастао је и број преноса, па је утакмица Лиге шампиона између Бенфике и Црвене звезде 19. септембра 2024. године била 500. коју је у каријери коментарисао. У ових 500 преноса одрадио је: 207 фудбалских, 198 кошаркашких, 53 одбојкашка, 26 ватерполо, 14 рукометних као и два бокс преноса.
Нови рекорд оборен је у првих шест месеци 2025. године када је Вујовић преносио 118 утакмица на програму телевизије Адриа. У овом периоду Адриа је премијерно преносила и мечеве кошаркашке Евролиге поред до тада, устаљеног, распореда.

### КК Морнар Бар
Своју прву утакмицу као официјални спикер КК Морнар Вујовић је имао априла месеца 2006. године, као 18.годишњак, када је у склопу заједничке кошаркашке лиге Србије и Црне Горе одигран последњи градски кошаркашки дерби у Бару, дуел Морнара и Приморке (Приморка је престала са радом након ове сезоне). 
Након још пар одрађених утакмица до 2017. године није више био спикер Морнара, али се на ту позицију враћа за сезону 2017/18. када мења дотадашњег официјалног спикера, Милана Вујовића. Рачунајући све званичне утакмице (првенство, куп, европска такмичења) своју 200. утакмицу као официјални спикер Морнара имао је 20. јануара 2025. године против Црвене звезде. Руководство барског тима, на челу са генералним менаџером Лазаром Павићевићем и тренером Михаилом Павићевићем, му је пре почетка утакмице уручило урамљени дрес са бројем 200 што је испраћено аплаузима од стране целе дворане као и играча оба тима. 
Као спикер угледавао се на НБА колеге, те је први на утакмицама АБА лиге почео да говори и ко је асистирао поентеру. Такође, био је и официјални спикер када је Морнар освојио прву, историјску, титулу првака државе против Будућности 2018. године.

## Занимљивости
- - Велики је фан МАРВЕЛ-овог универзума и МАРВЕЛ-ове кинематографије. Од домаћих филмова посебно истиче остварење Драгана Бајића „Црни бомбардер” из 1992. године[36]
- - Од 2022. године неизоставни је члан Општинске комисије за доделу спортских награда и признања клубовима и појединцима са територије Општине Бар[37]
- - Након смрти Боре Ђорђевића 2024. године вратио се на кратко у Радио Будву да направи омаж фронтмену Рибље Чорбе. Емисија је била најслушанија на таласима Радио Будве[38]
- - Редовни је учесник свих спортских манифестација од хуманитарних до такмичарских турнира[39][40][41]
- - Са селекцијом Спортских новинара Црне Горе освојио је сребрну и бронзану медаљу на „Pro beach soccer” турниру који је 2021. и 2022. године одржаван у Улцињу, а на коме су право наступа имале селекције спортских новинара са простора бивше Југославије[42]
- - На Светском тениском првенству за новинаре у Херцег Новом 2015. године освојио је друго место[43]
- - Дуго је писао колумне за различите медије и портале у Црној Гори[44][45][46]
- - Први пут га је неко надимком Дуле назвао у Радио Бару 2004. године[47]
- - Официјални је спикер и на утакмицама сениорских репрезентација Црне Горе у мушкој и женској конкуренцији.
- - Аутор је кратке емисије на јутјубу Тајм аут[48]
- - За телевизију Адриа радио је и први фестивал Народне музике у Требињу „Најлепши град, најљепша пјесма” 2022. године[49][50][51]
- - Због свог имиџа (дуге косе, браде, одела) јавност и гледаоци често га пореде са Џон Виком, односно Кијану Ривсом[52]